# توماس غريفز مريديث
توماس غريفز مريديث هو محامي وشخصية أعمال كندي، ولد في 16 يونيو 1853، وتوفي في 18 أكتوبر 1945.